# Puskás
A Puskás régi magyar családnév. Eredetileg foglalkozásnév volt, jelentése: puskás vadász vagy puskaműves. Hasonló családnevek többek között: Íjgyártó, Kardos, Kopjás, Nyilas, Rudas, Vértes.

## Híres Puskás nevű személyek
- Puskás Attila (1931) erdélyi magyar biológus, politikus
- Puskás Barnabás (1957) grafikus
- Puskás Ferenc (1848–1884) az első budapesti telefonközpont megépítője és első igazgatója
- Puskás Ferenc (1903–1952) labdarúgó, edző
- Puskás Ferenc (1908–1993) erdélyi magyar egyházi író
- Puskás Ferenc (1927–2006) olimpiai bajnok labdarúgó
- Puskás Ferenc (1929) erdélyi magyar fizikus, szakíró
- Puskás György (1911–2004) erdélyi magyar orvos, szakíró
- Puskás Lajos (1901–1982) tanár, cserkészvezető, pedagógiai író
- Puskás Lajos (1944) válogatott labdarúgó, edző
- Puskás Péter (1984) magyar énekes és színész
- Puskás Sándor (1928–2020) erdélyi magyar szobrászművész
- Puskás Tamás (1959) színész, rendező
- Puskás Tivadar (1844–1893) mérnök, a Telefonhírmondó feltalálója
- Puskás Tivadar (1952) orvos